# Antonio Pappano

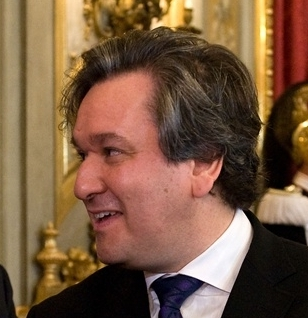
Antonio Pappano (2010)

Sir Antonio Pappano (* 30. Dezember 1959 in Epping) ist ein britischer Dirigent und Pianist. Er ist seit 2002 Musikdirektor des Royal Opera House, London und war von 2005 bis 2023 in derselben Position beim Orchestra dell’Accademia Nazionale di Santa Cecilia in Rom tätig. Pappano ist designierter Chefdirigent des London Symphony Orchestra ab der Spielzeit 2024/25.

## Leben und Karriere
Antonio Pappano wurde als Sohn eines italienischen Gesangslehrers in Epping nördlich von London geboren und wuchs in Bridgeport, Connecticut, in den USA auf. Er erhielt über zwölf Jahre Klavierunterricht von Norma Verrilli, studierte Komposition bei Arnold Franchetti und wurde von Gustav Meier als Orchesterleiter ausgebildet. Im Alter von 21 Jahren begann er als Probenpianist an der New York City Opera.
Pappano zog als Pianist und Dirigent die Aufmerksamkeit von Daniel Barenboim auf sich und wurde sein Assistent bei den Bayreuther Festspielen. Er arbeitete in Barcelona und Frankfurt, unter anderem als Assistent von Michael Gielen. 1987 dirigierte er zum ersten Mal die Norwegische Oper, sein Operndebüt gab er dort mit La Bohème, 1990 wurde er dort Musikdirektor.
Von 1992 bis 2002 war er Musikdirektor des Brüsseler Opernhauses. 1999 debütierte er bei den Bayreuther Festspielen in einer Neuinszenierung von Lohengrin. In den Jahren 1997 bis 1999 war er erster Gastdirigent des Israel Philharmonic Orchestra. 1999 wurde er als Musikdirektor an das Royal Opera House berufen, die Stelle nahm er 2002 ein. 2005 übernahm er als Chefdirigent das Orchestra dell’Accademia Nazionale di Santa Cecilia, das unter seiner Leitung wieder zu seinem alten Niveau, das unter der dauerhaften Nichtbesetzung von 30 Orchesterstellen gelitten hatte, zurückgefunden hat.
Pappano arbeitete bisher mit dem Chicago Symphony Orchestra, dem Philadelphia Orchestra, dem Cleveland Orchestra, dem Boston Symphony Orchestra, dem New York Philharmonic Orchestra, dem London Symphony Orchestra, dem Philharmonia Orchestra, den Münchner Philharmonikern, den Berliner Philharmonikern, dem Gewandhausorchester Leipzig und dem Concertgebouw-Orchester zusammen.
Pappano gilt als Spezialist für die italienische Oper: 2013 dirigierte er in Salzburg Verdis Oper Don Carlos in der Inszenierung von Peter Stein. In die italienisch gesungene Aufführung hat Pappano Teile aus der französischen Urfassung übernommen, teilweise sogar Material, das bei der Uraufführung des Werks in Paris nicht gespielt werden konnte.
Im Frühjahr 2015 dirigierte er Verdis Aida in Rom bei konzertanten Aufführungen mit Anja Harteros und Jonas Kaufmann in den Hauptpartien, die dort ihre Rollendebüts gaben.

## Preise und Auszeichnungen
- 2003: Olivier Award for Outstanding Achievement in Opera[4]
- 2003: ECHO Klassik „Konzerteinspielung des Jahres“: Sinfonia Concertante (S. Prokofiev), mit London Symphony Orchestra, Han-Na Chang
- 2004: Royal Philharmonic Society Music Award in der Kategorie Dirigent[5]
- 2005: Premio Abbiati
- 2006: ECHO Klassik „Operneinspielung des Jahres“: Tristan und Isolde (R. Wagner), mit Nina Stemme, Placido Domingo, ROH Covent Garden
- 2008: Kommandeur des Verdienstordens der Italienischen Republik
- 2011: Ernennung zum Knight Bachelor[6] durch Königin Elizabeth II. in der 2012 New Years Honours List
- 2012: Großkreuz des Verdienstordens der Italienischen Republik[7]
- 2013: Distinguished Musician Award, London
- 2013: International Opera Award (London), als Dirigent des Jahres
- 2014: ECHO Klassik „Solistische Einspielung des Jahres/Gesang“: Songs (B. Britten), mit Ian Bostridge
- 2015: 100. Preisträger der Royal Philharmonic Society Gold Metal
- 2016: ECHO Klassik „Dirigent des Jahres“
- 2016: Jahrespreis für die Studioaufnahme der Aida (2015) beim Preis der Deutschen Schallplattenkritik

## Diskografie (Auswahl)
- Richard Wagner: Tristan und Isolde; mit Plácido Domingo, Nina Stemme, Chorus & Orchestra of the Royal Opera House, Covent Garden, London (2009)
- Jules Massenet: Manon; mit Angela Gheorghiu, Roberto Alagna, José van Dam, Orchestre Symphonique & Choeurs de la Monnaie, Bruxelles (2010)
- Gioachino Rossini: William Tell (2011)
- Giacomo Puccini: Tosca; mit Angela Gheorghiu, Roberto Alagna, Royal Opera Chorus, Orchestra of the Royal Opera House, Covent Garden (2011)
- Giacomo Puccini: Il trittico; mit Angela Gheorghiu, Roberto Alagna, London Symphony Orchestra (2012)
- Giuseppe Verdi: Aida; mit Jonas Kaufmann, Anja Harteros, Orchestra dell’Accademia Nazionale di Santa Cecilia (2015)
- Shakespeare Songs mit Ian Bostridge, Elizabeth Kenny, Michael Collins, Lawrence Power, Adam Walker (2016)